# 리처드 쇼트
리처드 쇼트(Richard Short, 1975년 10월 8일 ~ )는 잉글랜드의 배우이다.

## 출연 작품
- 킹 아더 카멜롯의 기사 (2020)